# 阿尔弗雷多瓦格内尔
阿尔弗雷多瓦格内尔是巴西圣卡塔琳娜州的一个市镇。总面积732.277平方公里，总人口8164人，人口密度11.1人/平方公里。